# Femminile Inter Milano
A.S.D. Femminile Inter Milano – włoski klub piłki nożnej kobiet z siedzibą w Mediolanie. Autonomiczna sekcja klubu Inter Mediolan.

## Historia
Chronologia nazw:
- 2009: A.S.D. Femminile Inter Milano (po fuzji z A.C.F. Inter (A.C.F. Le Azzurre) z A.S.D. Femminile Romano)

Klub piłkarski A.S.D. Femminile Inter Milano został założony w mieście Mediolan w 1965 roku po fuzji klubów z prowincji Mediolan - A.C.F. Inter (oryginalna nazwa A.C.F. Le Azzurre) z miasta Abbiategrasso, który powstał w 1982 roku oraz A.S.D. Femminile Romano z miasta Corsico, który został założony w 2006. W sezonie 2008/09 A.C.F. Inter występował w rozgrywkach Serie C, a A.S.D. Femminile Romano w Serie B.
W sezonie 2009/10 Femminile Inter Milano startował w Serie B, w której zajął 5.miejsce w grupie A. W następnym sezonie 2010/11 zdobył wicemistrzostwo w grupie A i awansował do Serie A2. W sezonie 2011/12 zajął 3.miejsce w grupie A, a w sezonie 2012/13 został mistrzem grupy A i zdobył promocję do Serie A. Debiutowy sezon 2013/14 był nieudanym - po zajęciu 13.miejsca spadł z najwyższej klasy. W kolejnych dwóch sezonach 2014/15 i 2015/16 klub uplasował się na trzeciej pozycji, a w 2016/17 i 2017/18 był drugim w grupie Serie B.

## Sukcesy

### Trofea międzynarodowe
Nie uczestniczył w rozgrywkach europejskich (stan na 01-01-2017).

### Trofea krajowe
- Serie A (I poziom):
  - 13.miejsce (1): 2013/14

- Serie B/A2 (II poziom):
  - mistrz (1): 2012/13 (grupa A)
  - wicemistrz (2): 2016/17 i 2017/18
  - 3.miejsce (3): 2011/12, 2014/15 i 2015/16

- Puchar Włoch:
  - ćwierćfinalista (3): 2012/13, 2013/14, 2014/15

## Stadion
Klub rozgrywa swoje mecze domowe na stadionie Campo Comunale di Sedriano w Sedriano niedaleko Mediolanu, który może pomieścić 1000 widzów.